# Vila Mimosa

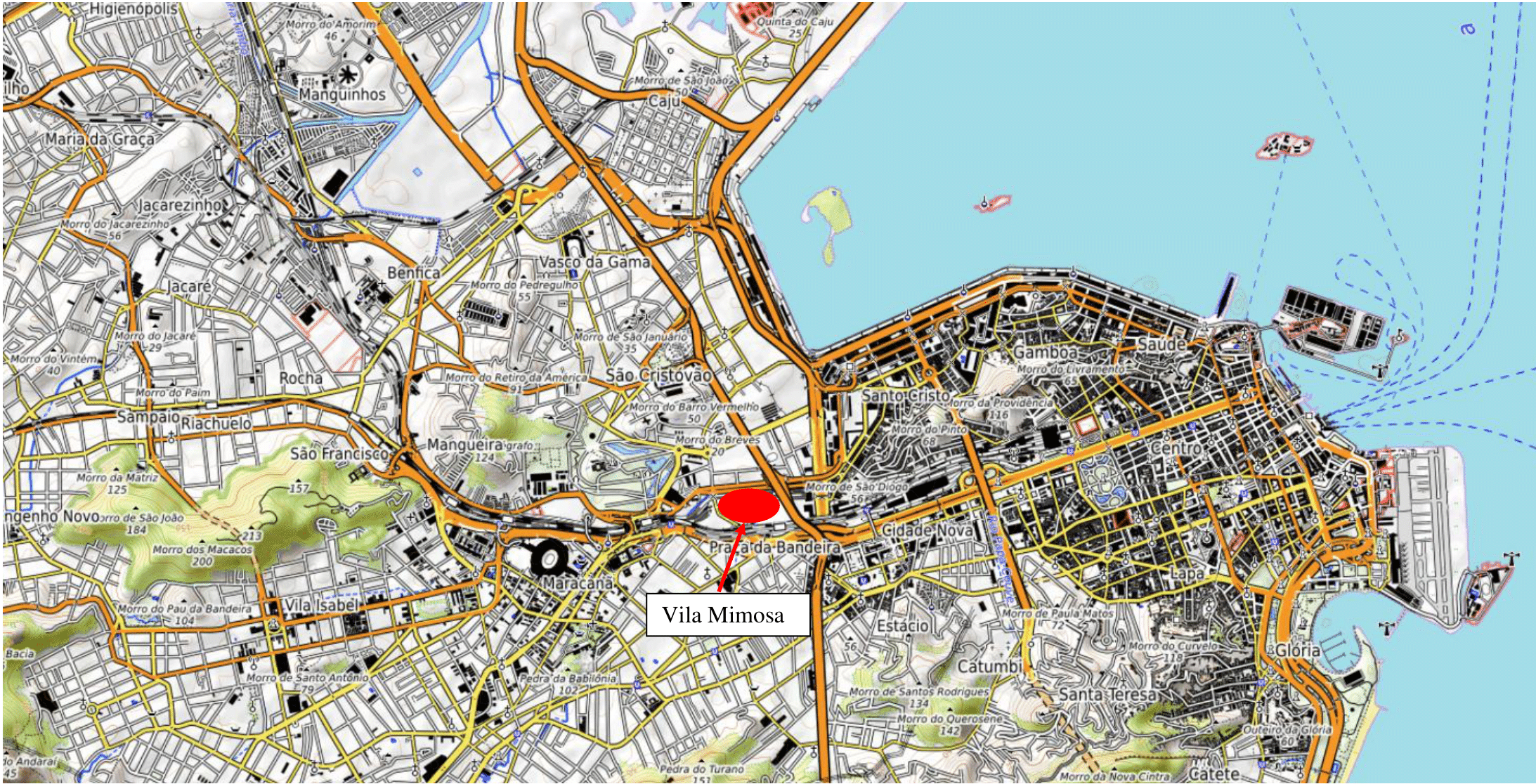
Vila Mimosa está situada en el centro de Río de Janeiro, cerca de la zona comercial y de negocios, destacándose por su ubicación céntrica en el mapa de la ciudad.

Vila Mimosa es considerada el bastión de la prostitución más antiguo de Brasil y una de las zonas de prostitución más famosas de la ciudad de Río de Janeiro. Ubicado en Rua Sotero dos Reis, en Praça da Bandeira, Zona Norte de Río de Janeiro.

## Historia

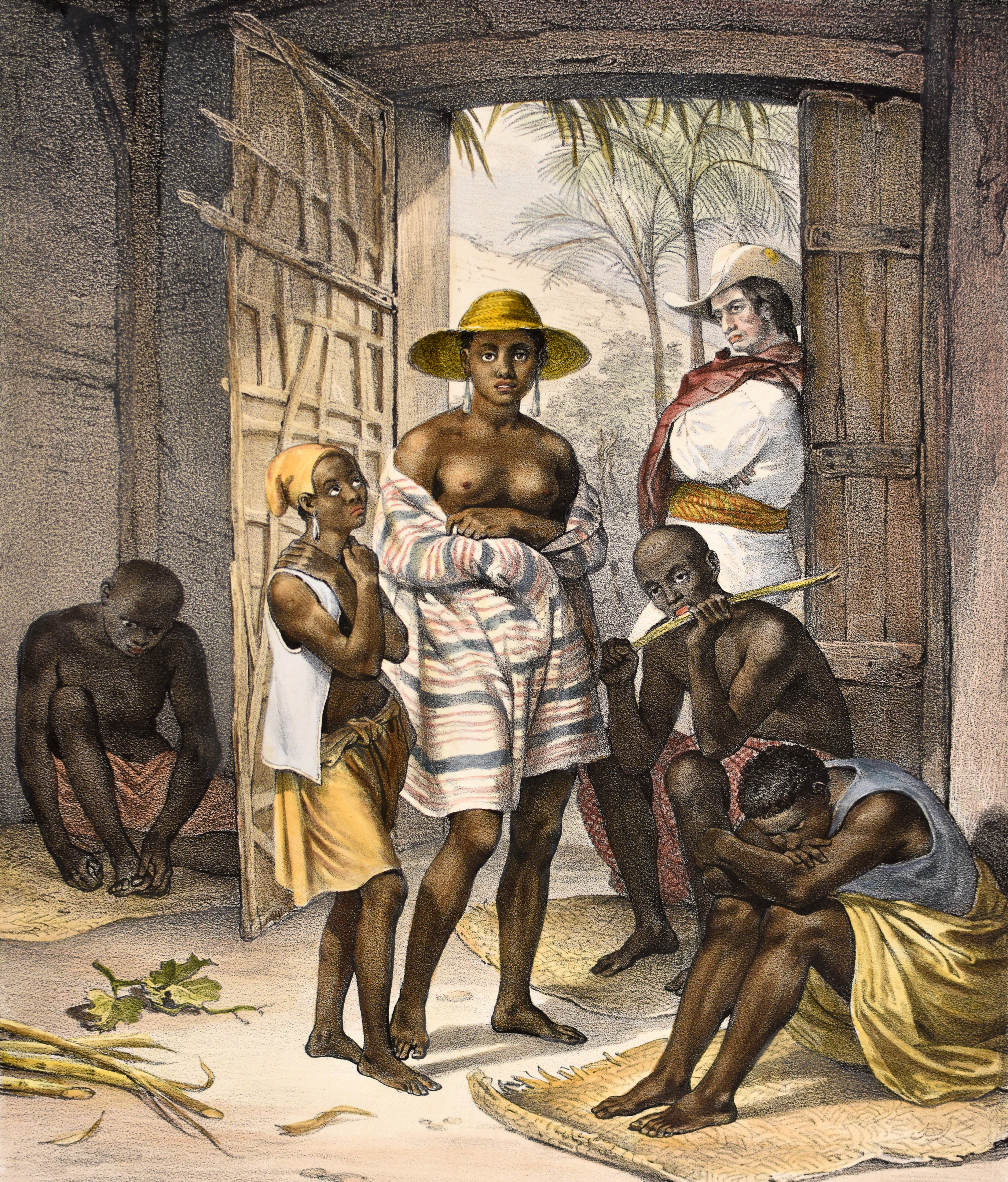
Retrato de una esclava por Ruendas, 1835

### Orígenes
Sus orígenes se remontan al Primer Imperio, cuando los portugueses trajeron mujeres polacas y francesas al barrio de Estácio, en el Centro, para satisfacer las necesidades sexuales de la Corte. Con el fin de la esclavitud y la escasez de empleo, el pueblo sufrió una transformación de perfil, pasando a atender principalmente al público trabajador. Se estima que, en su apogeo, albergó a unas ocho mil prostitutas, ocupando aproximadamente diez calles.
Después de la llegada de mujeres del este de Europa huyendo de la Primera Guerra Mundial, empobrecidas y sin sus esposos, el nombre de la calle fue inicialmente escrito con 'z', reflejando las normas ortográficas del portugués de esa época. Esta forma de escritura era común entonces, aunque ha cambiado en tiempos modernos debido a la evolución del idioma. Su primera dirección conocida fue la calle Pinto de Azevedo, ubicada en Mangue, un barrio del Estácio en Río de Janeiro. Pero el lugar fue demolido porque el ayuntamiento estaba pensando en construir el centro administrativo (hoy lugar donde trabaja el alcalde de la ciudad). El traslado fue a la Rua Miguel de Frías, cercana al antiguo lugar, también en Mangue. El movimiento fue muy grande, especialmente en la década de 1920, ya que había muchos soldados que luchaban en revueltas y rebeliones en todo Brasil, cuyo presidente era Arthur Bernardes. Río de Janeiro atravesaba tiempos difíciles, los militares no querían que el presidente tomara posesión, se rebelaron en el Fuerte de Copacabana en Río de Janeiro. Uno de los visitantes más frecuentes fue el poeta Manoel Bandeira. La ubicación del área se mantuvo hasta aproximadamente el año 94/95, cuando el Estado decidió que el edificio de TV Rio sería catalogado como patrimonio histórico.
Vila Mimosa estaba ubicada en Cidade Nova, donde hoy se encuentra el edificio Teleporto en la Avenida Presidente Vargas. Esta zona contaba con 54 casas y 13 tiendas de campaña en un terreno de 5.900 metros cuadrados, y era tan emblemática que incluso dio apodos a los edificios construidos para la alcaldía en la misma región: el Centro Administrativo São Sebastião (CASS) era conocido informalmente como Piranhão (prostituta en portugués) y Cafetão (proxeneta en portugués). El traslado de Vila Mimosa a la Praça da Bandeira comenzó en enero de 1996, durante la administración del alcalde César Maia. Inicialmente, las 1.800 prostitutas serían trasladadas a un almacén en Gramacho, Duque de Caxias, pero la compra del espacio terminó en polémica. La ciudad de Caxias incluso embargó las obras del almacén, que estaría ubicado junto a la Rodovia Washington Luiz. En un esfuerzo por reubicar rápidamente los burdeles, el ayuntamiento trasladó los muebles y pertenencias de los trabajadores a un antiguo almacén de una planta procesadora de carne abandonada en Sotero dos Reis.

### Resiliencia
Históricamente, Vila Mimosa ha sido un refugio para mujeres en situación de vulnerabilidad económica y social. Surgió como un espacio donde las trabajadoras sexuales, muchas de ellas migrantes, encontraron una forma de subsistencia en un contexto marcado por la desigualdad y la falta de oportunidades. A lo largo de los años, este lugar ha sido testigo de numerosos cambios, tanto en su geografía urbana como en su composición demográfica. Con el tiempo, se convirtió en un símbolo de la lucha y resistencia de las trabajadoras sexuales en Brasil.
El inicio del declive de Vila Mimosa se produjo con las iniciativas de modernización de la ciudad impulsadas por el alcalde Pereira Passos a principios del siglo pasado, seguidas de otros cambios significativos como las reformas sanitarias de Oswaldo Cruz y la construcción del Metro, el Telepuerto y el Sede de gobierno municipal. Curiosamente, los edificios del Ayuntamiento construidos en la zona recibieron el sobrenombre de “piranhão” y “proxeneta”, y la ciudad era frecuentada por personalidades como el pintor Di Cavalcanti y el músico Cartola. El cambio no fue pacífico. Los vecinos de la Praça da Bandeira se quejaron y protestaron, llegando incluso a cerrar la Avenida Radial Oeste. Sin embargo, las mujeres se instalaron en el almacén, donde crearon pequeños espacios y barras improvisadas. Ocho días después de la mudanza, Vila Mimosa volvió a abrir sus puertas a los clientes. En ese momento se anunció la compra de terrenos para prostitutas, pero la situación se consolidó con el tiempo en la Praça da Bandeira. El traslado definitivo de Vila Mimosa a la Praça da Bandeira se completó después de una compensación pagada por el Ayuntamiento, por un monto aproximado de 300 mil reales. Sin embargo, los informes indican que parte de este dinero fue malversado por el entonces presidente de la asociación de vecinos. A pesar de este revés, proxenetas y prostitutas movilizaron recursos, alrededor de 100 mil reales, para adquirir el almacén de la Praça da Bandeira, donde permanece Vila Mimosa hasta el día de hoy.

### Dinámicas de género y poder
La situación en Vila Mimosa también refleja la compleja dinámica de género y poder en la sociedad brasileña. Las prostitutas a menudo enfrentan estigma y discriminación, no sólo por su ocupación, sino también por factores como el origen étnico y la clase social. Muchas de ellas son mujeres de color y de comunidades marginadas, lo que añade una capa adicional de complejidad a sus experiencias. La economía de Vila Mimosa es un microcosmos de la economía de la información
La situación en Vila Mimosa también refleja la compleja dinámica de género y poder en la sociedad brasileña. Las prostitutas a menudo enfrentan estigma y discriminación, no sólo por su ocupación, sino también por factores como el origen étnico y la clase social. Muchas de ellas son mujeres de color y de comunidades marginadas, lo que añade una capa adicional de complejidad a sus experiencias. La economía de Vila Mimosa es un microcosmos de la economía informal que prevalece en muchas áreas urbanas de Brasil. Las trabajadoras no sólo venden servicios sexuales, sino que también participan en una variedad de actividades económicas que apoyan a la comunidad, como la venta de alimentos y bebidas, alojamiento y entretenimiento. Esto creó un ecosistema único donde, a pesar de las dificultades, se forjó un fuerte sentido de comunidad y apoyo mutuo.
En términos de salud pública, Vila Mimosa presenta problemas importantes. Las prostitutas corren riesgos de contraer enfermedades de transmisión sexual y, a menudo, tienen un acceso limitado a servicios de salud adecuados. Las organizaciones no gubernamentales y los grupos de defensa han trabajado para mejorar el acceso a la atención médica y la educación sexual, pero aún queda mucho por hacer para garantizar que estas mujeres reciban la atención y el apoyo que necesitan.

### Casas de rendez-vous en Río: 1950 y 2000
Durante la década de 1950, surgió un fenómeno social y cultural particular en el área conocida como Mangue. En este período, las casas de rendez-vous (citas en francés) se convirtieron en establecimientos comunes, diferenciándose de las modernas casas de masaje. Estas casas eran conocidas por su diversidad de clientela, incluyendo nacionalidades como francesas, portuguesas, japonesas y chinas.Estos establecimientos solían contar con espacios donde las actividades del personal eran visibles para los clientes. En un caso típico, las mujeres se preparaban en un área abierta, realizando tareas como arreglarse las uñas, comer, conversar y maquillarse mientras esperaban a los clientes. A excepción de dos habitaciones -el baño y un pequeño cuarto privado-, toda la casa estaba expuesta a la vista de los visitantes. Estos espacios estaban adornados con objetos cotidianos y personales, creando una atmósfera única y reveladora de la vida diaria dentro del establecimiento.
Además de las actividades cotidianas, las personas involucradas en estos establecimientos participaban en juegos de azar locales como el juego del bicho. La discreción era una norma tácita, con un esfuerzo consciente para evitar chismes y rumores. Este comportamiento se reflejaba en la forma en que se manejaban las relaciones internas y con los clientes, priorizando una dinámica de respeto y privacidad.En el año 2000, la Amocavim (Asociación de Moradores y Comerciantes de Vila Mimosa) emitió un comunicado que debía ser exhibido en todos los establecimientos de la zona. Este documento establecía un decálogo de conductas y deberes para las trabajadoras sexuales, tanto dentro como fuera de los burdeles de Vila Mimosa. Estos reglamentos se exhibían públicamente en los establecimientos, junto a objetos personales y decorativos, paños de cocina y fotografías.
La interacción entre las trabajadoras y los clientes en estos establecimientos iba más allá de la transacción comercial. Se fomentaba una atmósfera de sociabilidad, donde se compartían experiencias y conversaciones, formando parte integral del servicio ofrecido. Esta dinámica reflejaba una autonomía y empatía en las relaciones entre las trabajadoras y los clientes, creando un ambiente de confianza mutua y respeto.

## Realidad actual

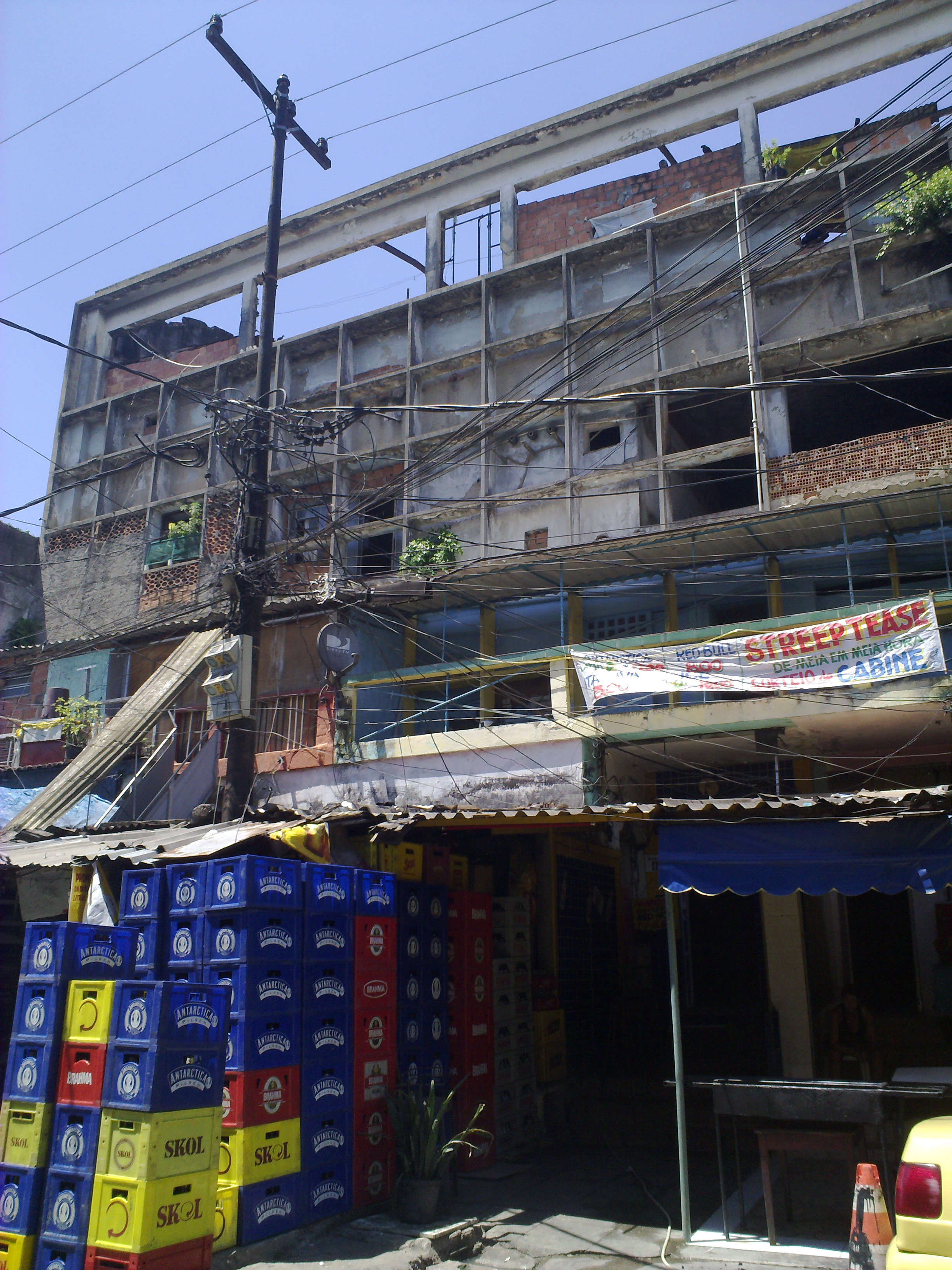
Entrada a uno de los bares donde se pueden ver salas para práctica sexual en la parte superior, y puede leerse "de media hora en media hora".

Vila Mimosa se constituye a partir de una construcción social y comercial, en la que hay una configuración de los más variados establecimientos comerciales que va más allá de la venta de relaciones sexuales. Es un conjunto de establecimientos ubicados en un mismo espacio (calles) y vinculados por la actividad de prostitución.
A pesar de tener nombre de pueblo, sus inicios se produjeron en un gran almacén, de unos 2.500 metros cuadrados, edificio construido en forma de cuadrado, donde la parte frontal es abierta y orientada a la calle principal (Sotero dos Reis). En las otras tres líneas de la plaza y en su parte central se encuentran establecimientos de prostitución. El paso entre los dos lados de esta plaza es empedrado, estrecho y cubierto. Los dos accesos al almacén se identifican por los toldos amarillos y azules colocados en los balcones de los establecimientos de la calle principal. Las barras se ubican en la parte inferior y las salas, para la realización de programas, en el segundo piso. Parece una galería comercial, donde estaría una tienda al lado de otra, sin embargo, son bares. En este tipo de corredor el comercio es intenso. Hay vendedores informales que exponen sus mercancías en el suelo, en el escaparate de un establecimiento, otros deambulan por las calles. Vendedores informales venden diferentes productos: jugos, dulces, snacks (muslos, esfihas, sándwiches), ropa (lencería, bikinis, tops), cosméticos (labiales, sombras de ojos, desodorantes, perfumes, cremas), inciensos, joyas, entre otros.
En Vila Mimosa viven o han vivido varias actrices cariocas de películas para adultos. La más famosa fue Natasha Lima, quien participó en uno de los episodios de la serie Mike en Brasil.
Hay exactamente 70 casas en el pueblo, cada una tiene al menos 10 habitaciones. En el pueblo, casi todos los establecimientos están abiertos las 24 horas (a partir de las 15.00 horas sólo abren los puestos, las tiendas de campaña y los remolques que venden comidas y bebidas).
Según la Asociación de Condominios y Amigos de Vila Mimosa (AMOCAVIM), los viernes y sábados por la noche unas 4.500 personas (alrededor de 3.000 hombres y 1.500 mujeres) pasan por el complejo de Vila Mimosa.
Para la seguridad de Rua Sotero dos Reis y la seguridad interna, los propietarios pagan un equipo de seguridad (encubierto). A los travestis o prostitutas no se les permite trabajar allí, ya que para preservar la tradición, solo se aceptan mujeres cisgénero.
Según la ley brasileña, mantener un establecimiento de prostitución es considerado un delito, por lo tanto, Vila Mimosa es un negocio ilícito. El contrato legal de Vila establece que el almacén es una empresa comercial sin explicar su uso. Las casas de prostitución ubicadas frente al almacén son casas antiguas que fueron transformadas en establecimientos comerciales. Cada uno de estos bares opera con su registro mercantil legal.
En septiembre de 2019, en un partido del campeonato de Francia, había una gran pancarta que decía: "Neymar padre, vende a tu hijo en Vila Mimosa". La pancarta contra Neymar Jr. y su padre (y entrenador) fue hecha por fanáticos del PSG en un momento de gran fricción entre Neymar Jr. y el club.

### Interacción y percepción social en Vila Mimosa

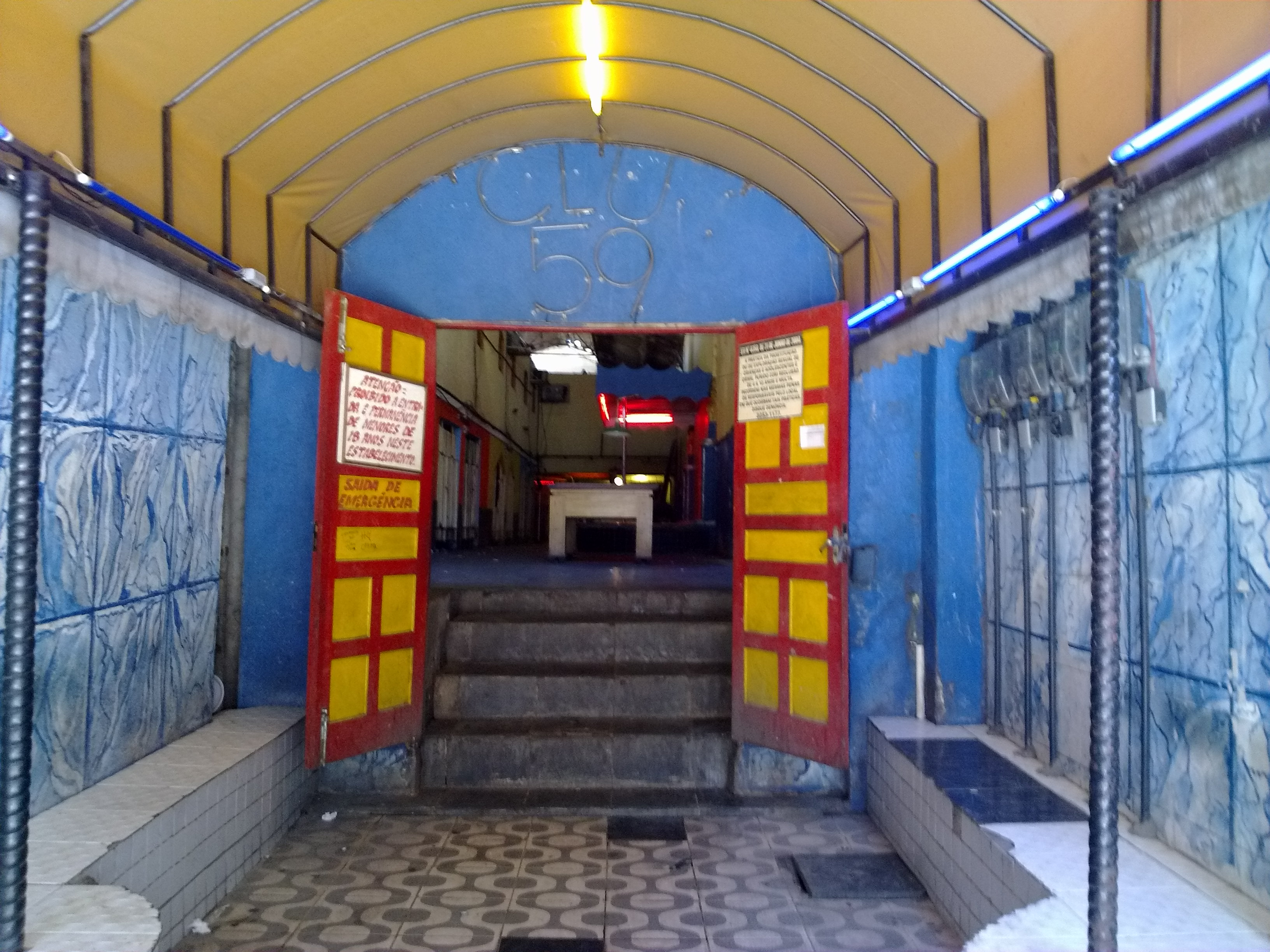
Entrada a uno de los locales "club 59

En Vila Mimosa hay una interacción dinámica entre visitantes y trabajadoras sexuales. Al contrario de lo que comúnmente se supone, muchos visitantes de este lugar no se consideran clientes, a pesar de mantener relaciones sexuales con prostitutas. Esta percepción desafía las normas convencionales del negocio de la prostitución y se basa en dos razones principales. El primero es la transgresión de determinadas normas que regulan la actividad de las prostitutas. Estos hombres no pagan por tener relaciones sexuales o, en el mejor de los casos, intercambian favores. Permanecen indefinidamente con las prostitutas en las habitaciones y reciben un trato diferente, recibiendo "privilegios" de ellas. Esto incluye la omisión de prácticas como el uso del condón masculino, la falta de cobro por el servicio y gestos más íntimos y personales que no son comunes en las relaciones comerciales tradicionales.
La segunda razón radica en la percepción social de lo que significa ser cliente en este contexto. Ser identificado como cliente es motivo de burla entre otros hombres, ya que se asocia con menos masculinidad. Por tanto, no ser tratado como cliente es motivo de orgullo y satisfacción, diferenciándose así del visitante que sigue las normas convencionales de la zona y por tanto es menos valorado. Un aspecto diferente es el reconocimiento de los clientes extranjeros. Aunque los clientes locales son generalmente menospreciados, las prostitutas suelen valorar mucho a los extranjeros. Tânia, trabajadora sexual con experiencia internacional, compara a los hombres brasileños con los alemanes, destacando un mayor respeto y consideración de estos últimos hacia las mujeres, lo que no sólo se atribuye a diferencias económicas, sino también culturales.
La presencia de extranjeros como clientes y propietarios de casas de prostitución en los últimos tiempos ha influido en la estructura y percepción de este barrio. Aunque algunos extranjeros puedan tener una visión peyorativa de Vila, criticándola por la apariencia de las mujeres o las condiciones del lugar, sigue siendo un importante punto de referencia en la ciudad de Río de Janeiro para la prostitución. Esta situación llevó a algunos extranjeros a intentar diferenciarse, creando diferentes espacios dentro de la misma Vila Mimosa.

## Ciudad de chicas
El recorrido original del proyecto del tren bala, que conectará Río de Janeiro con São Paulo, pasa por Vila Mimosa. Según la Agencia Nacional de Transporte Terrestre, la ruta sólo será oficializada después del análisis del Tribunal de Cuentas Federal.
Habitantes, pequeños empresarios, prostitutas de Vila Mimosa y 150 comerciantes de las calles Sotero dos Reis, Ceará, Hilário Ribeiro y Lopes de Souza, donde restaurantes, tiendas y empresas generan mil empleos directos y un millón de reales al mes, se quedarían sin hogar con la construcción del ferrocarril.
El nuevo proyecto de Vila Mimosa, ya apodado "Ciudad de las Chicas" por las prostitutas, se divide en dos complejos de cinco módulos, que suman 1.825 metros cuadrados. Hay espacios para un anfiteatro, desfiles de moda, salas para cursos profesionales, una guardería para 50 niños, estacionamiento para 70 autos, un centro de salud y oficinas. Fue diseñado por el arquitecto Guilherme Rodrigues Ripardo, quien se inspiró en obras de Oscar Niemeyer. La parte estructural, sin contar el terreno, está presupuestada en por lo menos 3 millones de reales.